# Chasse à l'homme (Lucky Luke)
Pour les articles homonymes, voir Chasse à l'homme.
Chasse à l’homme est la seizième histoire de la série Lucky Luke par Morris. Elle est publiée pour la première fois en 1953, du no 787 au no 808 du journal Spirou, puis en 1955, dans l'album L'Élixir du Docteur Doxey.

## Univers

### Synopsis
Aussitôt en prison, le docteur Doxey (voir Lucky Luke et le Docteur Doxey) s'évade et Lucky Luke se lance à sa poursuite.
Après une rude traversée du désert au cours de laquelle il perd son cheval, Doxey arrive à Coyoteville et se fait aussitôt couper la barbe afin de passer inaperçu. Et de fait, Lucky Luke ne le reconnait pas lorsqu'il arrive à son tour dans la ville. 
C'est ainsi qu'en toute impunité, Doxey exerce à nouveau son métier de charlatan sous le nom de « docteur Oxyde », malgré la présence de Luke qui ne l'a toujours pas démasqué. 
Cependant, un enfant ayant par jeu dessiné une fausse barbe sur le portrait du docteur Oxyde, Luke fait aussitôt le rapprochement. Il met Doxey en joue, mais le hors-la-loi réussit à s'enfuir grâce à un explosif.
Momentanément débarrassé de Luke, Doxey tente de vendre son élixir à La Siesta, mais les circonstances et le shérif l'en empêchent. C'est dans le village voisin que Luke parvient à le rattraper et à le neutraliser.

### Personnages
- Lucky Luke
- Samuel Doxey : évadé de la prison d'Oxbow Gulch, il continue à tenter de vendre sa camelote à d'autres villages de la région.
- Bull's eye Bill : shérif d'Oxbow Gulch.

## Historique
Le scénario de cette histoire est dû à Louis De Bevere, le propre frère de Morris.

## Publication

### Revues
L'histoire paraît dans le journal Spirou, du no 787 (14 mai 1953) au no 808 (8 octobre 1953).